# Liste der italienischen Botschafter im Iran
Die italienische Botschaft befindet sich an der Avenue Neauphle Le Chateau, 66-68sich in Teheran.
| Ernennung/Akkreditierung | Name                                | Bemerkungen | Regierung von Italien      | Präsident des Irans              | Posten verlassen |
| ------------------------ | ----------------------------------- | --- | -------------------------- | -------------------------------- | ---------------- |
| 1857                     | Enrico Andreini                     | (* 25. September 1828 in Cerasomma, Lucca, † 24. Dezember 1894 in Teheran) Sohn von Chiara Mini und Antonio Andreinie, 1853 wegen skandalösem, unverbesserlichem Verhalten aus der Armee des Großherzogtum Toskana entlassen, ab 1857 Militärberater, ab 1871 politischer Agent von Viktor Emanuel II.; | Giovanni Lanza             | Nāser ad-Din Schah               | 1886             |
| 11. Sep. 1886            | Alessandro De Rege di Donato        | Generalkonsul, Geschäftsträger | Agostino Depretis          | Nāser ad-Din Schah               |                  |
| Juli 1897                | Felice Maissa                       | (* 22. Februar 1850 in Nizza; † 17. Oktober 1927 ebenda) 1885 Konsul in Massaua, Guerra d’Eritrea, von 1887 bis 1888 italienischer Geschäftsträger in Teheran, vom 17. September 1920 bis 16. August 1921 Gouverneur der Italienischen Ägäis-Inseln.                                                    | Antonio Starabba di Rudinì | Mozaffar ad-Din Schah            | März 1905        |
| Juli 1905                | Giovanni Paolo Riva                 | | Alessandro Fortis          | Mozaffar ad-Din Schah            |                  |
| 1907                     | Camillo Romano Avezzana             | | Giovanni Giolitti          | Mohammed Ali Schah               | 17. Apr. 1910    |
| 17. Apr. 1910            | Giulio Cesare Montagna              | | Luigi Luzzatti             | Ahmad Schah Kadschar             | 13. Juli 1914    |
| 13. Juli 1914            | Carlo Arrivabene-Valenti-Gonzaga    | (* 10. November 1874 in Mantua; † 17. Oktober 1918 in Teheran) | Antonio Salandra           | Ahmad Schah Kadschar             | 17. Okt. 1918    |
| 1922                     | Ercole Durini di Monza              | | Benito Mussolini           | Ahmad Schah Kadschar             | 1923             |
| 1924                     | Carlo Galli                         | | Benito Mussolini           | Ahmad Schah Kadschar             | 1926             |
| 1932                     | Guido Viola di Campalto             | | Benito Mussolini           | Reza Schah Pahlavi               | 1934             |
| 1937                     | Andrea Geisser Celesia di Vegliaseo | | Benito Mussolini           | Reza Schah Pahlavi               |                  |
| 1947                     | Alberto Rossi Longhi                | | Ferruccio Parri            | Mohammad Reza Pahlavi            | 1950             |
| 1950                     | Enrico Cerulli                      | | Ferruccio Parri            | Ali Razmara                      | 1954             |
| 1955                     | Giuseppe Vitaliano Confalonieri     | | Antonio Segni              | Mohammad Reza Pahlavi            |                  |
| 1959                     | Luigi Petrucci                      | | Antonio Segni              | Mohammad Reza Pahlavi            |                  |
| 13. Dez. 1961            | Mario Pinna Caboni                  | | Amintore Fanfani           | Mohammad Reza Pahlavi            | 1966             |
| 1973                     | Luigi Cottafavi                     | (* 7. März 1917 in Turin) 1978–1983: Direktor des Büro der Vereinten Nationen in Genf | Mariano Rumor              | Mohammad Reza Pahlavi            |                  |
| Jan. 1978                | Giulio Tamagnini                    | (* 24. Juli 1921 in Mailand) | Giulio Andreotti           | Mohammad Reza Pahlavi            | Juni 1980        |
| Okt. 1980                | Francesco Mezzalama                 | | Francesco Cossiga          | Abolhassan Banisadr              | Nov. 1983        |
| Nov. 1983                | Giuseppe Baldocci                   | 1980–1987: Leiter des Instituto Diplomatico | Bettino Craxi              | Ali Chamene'i                    | Dez. 1987        |
| Dez. 1987                | Vittorio Amedeo Farinelli           | | Amintore Fanfani           | Ali Chamene'i                    | Juni 1992        |
| Juli 1992                | Giovanni Castellaneta               | | Giuliano Amato             | Ali Akbar Haschemi Rafsandschani | Juni 1995        |
| Juni 1995                | Ludovico Ortona                     | (* 11. Februar 1942 in Zadar) | Lamberto Dini              | Ali Akbar Haschemi Rafsandschani | März 2000        |
| März 2000                | Riccardo Sessa                      | (* 23. September 1947 in Massa) | Giuliano Amato             | Mohammad Chatami                 | Juni 2003        |
| Juni 2003                | Roberto Toscano                     | (* 3. Oktober 1943 in Parma) | Silvio Berlusconi          | Mohammad Chatami                 | Aug. 2008        |
| 30. Aug. 2008            | Alberto Bradanini                   | (* 19. Juli 1950 in Rom) | Silvio Berlusconi          | Mahmud Ahmadinedschad            |                  |
| Jan. 2013                | Luca Giansanti                      | (* 12. November 1959 in Rom) | Mario Monti                | Mahmud Ahmadinedschad            | Aug. 2014        |
| Sep. 2014                | Mauro Conciatori                    | (* 12. März 1958 in Rom) | Matteo Renzi               | Hassan Rohani                    |                  |